# DELE B2
El Diploma de Español como Lengua Extranjera Nivel B2 (DELE B2) constituye un título que certifica el grado de competencia y dominio del español como lengua extranjera a nivel B2 del Marco Común Europeo de Referencia para las lenguas.  
Quien aprueba este diploma es capaz de entender las ideas principales de textos complejos que traten de temas tanto concretos como abstractos, incluso si son de carácter técnico siempre que estén dentro de su campo de especialización; cuando puede relacionarse con hablantes nativos de español con un grado suficiente de fluidez y naturalidad de modo que la comunicación se realice sin esfuerzo por parte de ninguno de los interlocutores y cuando puede producir textos claros y detallados sobre temas diversos así como defender un punto de vista sobre temas generales indicando los pros y los contras de las distintas opciones.
El Instituto Cervantes otorga este título en nombre del   Ministerio de Educación y Ciencia de España. La Universidad de Salamanca participa en la elaboración de los contenidos y su evaluación. 